# Bettina Campbell
Bettina Campbell, narozená jako Elizabeth Jongkind (* 25. května 1974, Lelydorp, Surinam) je bývalá nizozemská pornoherečka. Svou kariéru zahájila v roce 1996, když jí bylo 22 let. Natočila filmy pro různá studia, včetně 999 Black & Blue Productions, Colmax, IFG, Mario Salieri Entertainment Group, Metro, Pleasure Productions, Private, Pure Filth, Red Board Video a Wicked Pictures.

## Ocenění
- 2000: Venus Award za nejlepší herečku v Evropě[3]
- 2000: Venus Award za nejlepší herečku ve světě[3]
- 2000: Evropská-X-Festival v Bruselu: "Nejlepší Hardcore actrice Starlet"[4]

## Filmografie
Filmografie Bettina Campbell:
| Rok  | Název filmu                                      | Studio                            |
| ---- | ------------------------------------------------ | --------------------------------- |
| 1996 | Shaved 10                                        | Red Board Video                   |
| 1997 | Private Castings X 4                             | Private                           |
| 1997 | Private Gold 26: Tatiana 1                       | Private                           |
| 1997 | Private Triple X Files 1: Nicole and Margot      | Private                           |
| 1998 | Daydreamer                                       | Metro                             |
| 1998 | Private Gold 27: Tatiana 2                       | Private                           |
| 1998 | Private Gold 28: Tatiana 3                       | Private                           |
| 1998 | Private Gold 30: Fatal Orchid 1                  | Private                           |
| 1998 | Private Gold 31: Fatal Orchid 2                  | Private                           |
| 1998 | Private Triple X Files 12: Eat Up                | Private                           |
| 1998 | Private Triple X Files 5: Silvie                 | Private                           |
| 1998 | Private Triple X Files 8: Dungeon                | Private                           |
| 1998 | Secrets of Kamasutra                             | Private                           |
| 1998 | Wild 'n Wet                                      | Pleasure Productions              |
| 1999 | Moglie Violata                                   | Mario Salieri Entertainment Group |
| 1999 | My First Time 1                                  | Private                           |
| 1999 | Pirate Deluxe 7: London Calling                  | Private                           |
| 1999 | Pirate Deluxe 7: London Calling                  | Private                           |
| 1999 | Private Castings X 18                            | Private                           |
| 1999 | Private XXX 4                                    | Private                           |
| 1999 | Private XXX 5                                    | Private                           |
| 1999 | Private XXX 6                                    | Private                           |
| 1999 | Uranus Experiment 1                              | Private                           |
| 1999 | Uranus Experiment 2                              | Private                           |
| 2000 | Gothix                                           | IFG                               |
| 2000 | Private Castings X 24                            | Private                           |
| 2000 | Private XXX 9                                    | Private                           |
| 2000 | Twelve Strokes to Midnight                       | Wicked Pictures                   |
| 2001 | Divina                                           | Colmax                            |
| 2001 | Leggenda del pirata nero                         | 999 Black & Blue Productions      |
| 2001 | Over Anal-yzed                                   | IFG                               |
| 2001 | Private Life of Bettina                          | Private                           |
| 2002 | Pirate Fetish Machine 7: Fetish TV               | Private                           |
| 2002 | Private Life of Wanda Curtis                     | Private                           |
| 2002 | Private Reality 11: Singularity                  | Private                           |
| 2002 | When Helen Meets Monique                         | Pleasure Productions              |
| 2003 | Fallen Angels                                    | Private                           |
| 2003 | Private Gold 59: Mafia Princess                  | Private                           |
| 2003 | Private Gold 64: Cleopatra 2: the Legend of Eros | Private                           |
| 2003 | Private Reality 14: Girls of Desire              | Private                           |
| 2004 | Ebony Dreams                                     | Private                           |
| 2004 | Misty Rain's Lost Episodes 2                     | Pure Filth                        |
| 2004 | Private Life of Jessica May                      | Private                           |
| 2004 | Private Life of Sandra Iron                      | Private                           |
| 2005 | Adventures of Pierre Woodman 9: Castings         | Private                           |
| 2005 | Private Life of Julie Silver                     | Private                           |
| 2007 | Private Sampler 10                               | Private                           |